# Arma 2: Operation Arrowhead
ArmA 2: Operation Arrowhead (с англ. — «ArmA 2: Операция „Острие Стрелы“»; в России известная под названием «ArmA 2: Операция „Стрела“») — компьютерная игра в жанре тактического военного симулятора от первого лица. Arma 2: Operation Arrowhead разработана чешской компанией Bohemia Interactive Studio и является самостоятельным дополнением к игре «Arma 2» 2009 года выпуска. Arma 2: Operation Arrowhead была издана 29 июня 2010 года во всем мире через розничную продажу компаниями IDEA Games и Meridian4, а также через сервис цифровой дистрибуции Steam эксклюзивно для PC. В России игра была локализована и издана компанией 1С 2 июля 2010 года.
Arma 2: Operation Arrowhead, по сравнению с оригиналом, содержит новую сюжетную кампанию, события которой разворачиваются спустя три года после окончания событий оригинальной Arma 2. В геймплей были добавлены новые элементы и особенности.
Arma 2: Operation Arrowhead использует третью версию игрового движка Real Virtuality, который разработан Bohemia Interactive и впервые использован в Arma 2.

## Игровой процесс
Геймплей Arma 2: Operation Arrowhead наследует геймплей предшественника Arma 2. Однако сделаны изменения, улучшения и дополнения. Добавлены новые виды вооружения и оснащения, транспорта, врагов, игровых возможностей. В игре появились беспилотные летательные аппараты, которые доступны для управления игроками. Всего общее количество видов юнитов, типов оружия, амуниции и техники превысит 300 штук.
В игру добавлен съёмный рюкзак для переноса большого количества амуниции и боеприпасов, улучшенная система оптических прицелов. Серьёзным нововведением дополнения является полностью смоделированная система тепловизионного видения FLIR (Forward-Looking Infrared), которая моделирует инфракрасное излучение двигателей техники, колёсных шин и разгорячённых стволов стрелкового оружия. Исправлена и улучшена баллистика полёта пуль, улучшена пробиваемость материалов и разрушаемость объектов.
Одним из новых видов вооружений стал полуавтоматический снайперский комплекс М110 с тепловизионным прицелом и глушителем.

## Сюжет
События в Arma 2: Operation Arrowhead происходят через три года после событий Arma 2 в вымышленной стране Такистан, которая расположена на Среднем Востоке и напоминает Афганистан. Согласно сюжету, в этой стране разгорелся конфликт, и для его урегулирования посланы войска США.
Действия игры будут происходить в городских локациях и горной местности, в игре будут присутствовать три карты: пустыня, городская местность разной степени плотности и скалистые горные районы. Каждая из этих карт потребует своего стиля ведения боя, тактики и поведения.
Одной из трёх локаций будет город Заргабад, расположенный в живописной долине Такистана. Некоторые игровые миссии будут иметь ограниченное время выполнения.

## Разработка
Arma 2: Operation Arrowhead была официально анонсирована 13 августа 2009 года. Во время анонса было объявлено об основных геймплейных и сюжетных особенностях игры, однако дата выхода названа не была. Исполнительный директор Bohemia Interactive Марек Шпанел (чеш. Marek Španěl) во время анонса заявил, что в компании хватит времени и сил как на поддержку Arma 2, так и на разработку дополнения. Кроме того, разработчики объявили о намерении представить игру на международной выставке GamesCom 2009.
16 марта 2010 года IDEA Games и Bohemia Interactive представили первое видео из Arma 2: Operation Arrowhead. Данный видеоролик демонстрировал реальный геймплей из игры, на нём были показаны сражения в горной и пустынной местности с использованием разнообразного вооружения и техники.
22 апреля 2010 года была объявлена дата выхода игры — 29 июня 2010 года. Вместе с этим сообщением были опубликованы некоторые дополнения и улучшения в геймплее, сеттинге и сюжете игры по сравнению с оригиналом.
26 апреля 2010 года в официальном пресс-релизе было объявлено о том, что канадский издатель компьютерных игр компания Meridian4 приобрела права на издание Arma 2: Operation Arrowhead на территории Северной Америки. Также Meridian4 запланировала издать сборник Arma 2: Combined Operations, в который будет входить оригинальная Arma 2 и дополнение Arma 2: Operation Arrowhead. Дата выхода дополнения и сборника на территории Северной Америки осталась без изменений — 29 июня.
11 мая 2010 года были представлены два новых видео из игры. Первый ролик посвящён использованию вертолета в боевых условиях, а во втором показано применение огнестрельного оружия. Через неделю, 18 мая, были представлены несколько новых видеороликов, в одном из которых PR-менеджер Bohemia Interactive Ян Пражак (чеш. Jan Pražák) рассказывал о нововведениях дополнения по сравнению с оригиналом.
7 июня 2010 года Bohemia Interactive официально объявила об отправке мастер-диска с игрой в печать («на золото»). Meridian4 в этот же день в пресс-релизе подтвердила получение мастер-диска. Также в этот день было объявлено о начале предварительных продаж (англ. Pre-order) игры.
21 июня 2010 года компания «1С-СофтКлаб» официально сообщила о том, что она будет выступать издателем и локализатором Arma 2: Operation Arrowhead на территории России. Было сообщено, что российская версия будет иметь оригинальную звуковую дорожку, но русифицированные субтитры.
29 июня 2010 года, как и было запланировано, в системе Steam состоялся выпуск игры. Также по этому поводу стоимость оригинальной Arma 2 в этот день была понижена на 50 %. Кроме этого, был выпущен сборник Arma 2: Combined Operations, который включает оригинальную Arma 2 вместе с дополнением «Operation Arrowhead». Кроме этого, о начале розничных продаж объявила компания IDEA Games.
2 июля 2010 года компания 1С официально сообщила о начале продаж Arma 2: Operation Arrowhead на территории России. Игра вышла под локализованным названием «Arma 2: Операция „Стрела“» и поставляется в двух видах упаковок: в джевел-упаковке и в DVD-боксе в комплекте с руководством пользователя и цветной схемой управления. Как и было ранее анонсировано, локализованная версия содержит оригинальное озвучивание, но содержит русские субтитры и полностью переведенные внутриигровые тексты.
В этот же день, 2 июля, 1С объявила о выпуске патча версии 1.52, который улучшает локализацию, устраняет некоторые программные ошибки и вносит некоторые мелкие изменения и коррективы в однопользовательский и многопользовательский геймплей.

## Отзывы
| Сводный рейтинг    | Сводный рейтинг |
| Агрегатор          | Оценка          |
| ------------------ | --------------- |
| GameRankings       | 75,10 %         |
| Metacritic         | 73/100          |
| Иноязычные издания |                 |
| Издание            | Оценка          |
| GameSpot           | 8,5/10          |
| GameZone           | 8               |
| IGN                | 8,0/10          |
| PC Gamer (US)      | 82/100          |

Игра получила смешанные отзывы. Сайт-агрегатор Metacritic показывает среднюю оценку 73/100 на платформе PC на основании 29 обзоров.

## Награды
- Игра заняла 82 место в списке лучших игр на PC в 2010 году на сайте Metacritic[25]
- Игра заняла 49 место в списке самых обсуждаемых игр на PC в 2010 году на сайте Metacritic[25]
- Игра заняла 62 место в списке самых распространяемых игр на PC в 2010 году на сайте Metacritic[25]

## Продажи
Летом 2018 года, благодаря уязвимости в защите Steam Web API, стало известно, что точное количество пользователей сервиса Steam, которые играли в игру хотя бы один раз, составляет 4 514 397 человек.